# Arne Hertz
Arne Hertz, né le 6 juin 1939, est un ancien copilote de rallyes suédois.

## Biographie
Ce copilote a vu sa carrière internationale s'étaler de 1969 à 1999 (participation à 149 courses organisées en Championnat International des Marques/WRC, avec 14 pilotes différents).
Il a remporté le rallye national de 11 pays, avec 5 pilotes différents de renommée internationale (et de 4 nationalités), le tout en 25 ans, et 4 rallyes en mondial en terre africaine.
Il a ainsi pu côtoyer trois champions du monde (Stig Blomqvist de 1971 à 1973, Björn Waldegård en 1974 (au rallye de Finlande), et Hannu Mikkola de 1976 à 1990), un double champion du monde des voitures de production (Grégoire De Mévius, en 1990 en Australie), un champion d'Europe (Armin Schwarz, entre 1988 et 1992), un champion d'Asie-Pacifiques des rallyes (Yoshio Fujimoto, de 1994 à 1997), et un champion du Moyen-Orient des rallyes (Abdullah Bakhashab, en 1998), au cours de leurs carrières respectives (de même que la française vice-championne du monde Michèle Mouton, lors du Rallye de Côte d'Ivoire en 1985, et le pilote de Formule 1 Martin Brundle, en 1999 au RAC Rally, à l'âge de 60 ans).
Il totalise 25 victoires en Championnat International des Marques/WRC, derrière Daniel Elena (78) et Timo Rautiainen (30), et devant Luís Moya (24), ces trois derniers navigateurs n'ayant eu à s'adapter qu'à un seul pilote.
Il s'inscrit dans la lignée des grands navigateurs scandinaves des années 1960, à la suite de son compatriote Gunnar Palm par exemple.

## Palmarès

### Titres
- Champion du monde des copilotes en 1983;
- Participation à la victoire de Renault au championnat international des marques en 1971 (sur Alpine berlinette A110 1600S);
- Participation à la victoire de Audi au championnat mondial des constructeurs en 1982 et 1984 (sur Audi Quattro A2);

### Victoires CIM / WRC
- 1971, 1972 et 1973: rallye de Suède (avec Stig Blomqvist, sur Saab 96 V4);
- 1971: rallye d'Autriche (avec Ove Andersson, sur Alpine-Renault A110 1600);
- 1971: rallye de Grèce (avec Ove Andersson, sur Alpine-Renault A110 1600);
- 1971: rallye Finlande (avec Stig Blomqvist, sur Saab 96 V4);
- 1971: rallye de Grande-Bretagne (avec Stig Blomqvist, sur Saab 96 V4);
- 1975: rallye du Kenya (avec Ove Andersson, sur Peugeot 504);
- 1978 et 1979: rallye de Grande-Bretagne (avec Hannu Mikkola, sur Ford Escort RS 1800);
- 1979: rallye du Portugal (avec Hannu Mikkola, sur Ford Escort RS 1800);
- 1979: rallye de Nouvelle-Zélande (avec Hannu Mikkola, sur Ford Escort RS 1800);
- 1979: rallye de Côte d'Ivoire (avec Hannu Mikkola, sur Mercedes 450 SLC 5.0);
- 1981 et 1982: rallye de Grande-Bretagne (avec Hannu Mikkola, sur Audi Quattro);
- 1981 et 1983: rallye de Suède (avec Hannu Mikkola, sur Audi Quattro);
- 1982 et 1983: rallye de Finlande (avec Hannu Mikkola, sur Audi Quattro);
- 1983 et 1984: rallye du Portugal (avec Hannu Mikkola, sur Audi Quattro);
- 1983: rallye d'Argentine (avec Hannu Mikkola, sur Audi Quattro);
- 1985: rallye Olympus (avec Hannu Mikkola, sur Audi Quattro);
- 1987: rallye du Kenya (avec Hannu Mikkola, sur Audi 200 Quattro);
- 1991: rallye d'Espagne (avec Armin Schwarz, sur Toyota Celica GT-Four).

### Autres victoires
- Rallye d'Écosse: 1969 (avec Simo Lampinen sur Saab 96 V4s), puis 1978, 1980, et 1982 (avec H. Mikkola, sur Ford Escort RS 1800) (ERC en 1978 et 1982, SRC en 1980);
- Rallye du Kenya: 1995 (avec Yoshio Fujimoto, sur Toyota Celica Turbo 4WD) (Championnat du monde des constructeurs FIA 2-Litre);
- Rallye Hanki (Finlande): 1971 (avec S. Blomqvist, sur Saab 96 V4) (ERC).

## Dans la culture populaire
Il est incarné par Gianmarco Genre dans le film Race for Glory: Audi vs. Lancia (2024) de Stefano Mordini, qui revient sur la rivalité entre Audi et Lancia durant le championnat du monde des rallyes 1983.